# جوزفين بولارد
جوزفين بولارد (بالإنجليزية: Josephine Pollard)‏ هي كاتبة للأطفال وكاتِبة وشاعرة أمريكية، ولدت في 10 أكتوبر 1834 في نيويورك في الولايات المتحدة، وتوفي بنفس المكان في 15 أغسطس 1892.